# Austinburg (Ohio)
Austinburg é um lugar designado pelo censo localizado no condado de Ashtabula no estado estadounidense de Ohio. No Censo de 2010 tinha uma população de 516 habitantes e uma densidade populacional de 60,68 pessoas por km².

## Geografia
Austinburg encontra-se localizado nas coordenadas 41° 46′ 09″ N, 80° 51′ 20″ O. Segundo a Departamento do Censo dos Estados Unidos, Austinburg tem uma superfície total de 8.5 km², da qual 8.5 km² correspondem a terra firme e (0%) 0 km² é água.

## Demografia
Segundo o censo de 2010, tinha 516 pessoas residindo em Austinburg. A densidade populacional era de 60,68 hab./km². Dos 516 habitantes, Austinburg estava composto pelo 97.48% brancos, o 0.78% eram afroamericanos, o 0.58% eram amerindios, o 0.39% eram asiáticos, o 0% eram insulares do Pacífico, o 0% eram de outras raças e o 0.78% pertenciam a duas ou mais raças. Do total da população o 1.36% eram hispanos ou latinos de qualquer raça.